# Maledizione io l'amo
Maledizione io l'amo è il secondo album di Cristiano Malgioglio, pubblicato nel 1978, anticipato dai singoli Maledizione io l'amo e È questione d'amore.
Contiene Moca, versione in portoghese del brano Senti, brano che Cristiano Malgioglio scrisse per Marcella Bella nel 1976; poi c'è Io sono unico che aveva scritto per Dora Moroni (col titolo Io sono unica) proprio nel 1978. 
Sono stati poi inseriti tre brani dal precedente album Scandalo: Mi commuovi, Rincorrerci, cadere, amarci e Amanti di nudità.

## Tracce
1. Maledizione io l'amo (C. Malgioglio, Corrado Castellari)
2. Per esempio (C. Malgioglio, C. Castellari)
3. Io sono unico (C. Malgioglio, C. Castellari, Ezio Leoni)
4. Quanto costa (C. Malgioglio, E. Leoni)
5. Moça (Senti) (C. Malgioglio, Wando)
6. È questione d'amore (C. Malgioglio, C. Castellari)
7. Mi commuovi (C. Malgioglio, Italo Ianne, Lipari)
8. Rincorrerci, cadere, amarci (C. Malgioglio, E. Leoni)
9. Amanti di nudità (C. Malgioglio, Belchior)
10. Ambiguità (C. Malgioglio, Gargiulo)